# Siegfried Hausner
Siegfried Hausner (24. januar 1952 i Selb – 4. maj 1975 i Stuttgart) var en tysk terrorist, der var medlem af Rote Armee Fraktion.
Hausner indgik i Kommando Holger Meins, der i slutningen af april 1975 besatte Vesttysklands ambassade i Stockholm. Han blev hårdt såret ved den pludselige eksplosion og udvistes derefter til Vesttyskland, hvor han kort efter døde af et lungeødem i Stammheim-fængslet.
Den RAF-kommando, der 5. september 1977 kidnappede og senere dræbte Hanns-Martin Schleyer, var opkaldt efter Hausner. Det har været fremført, at attentatet på Sveriges statsminister Olof Palme 28. februar 1986 var en hævnaktion, fordi Palme tillod at Hausner blev udvist.
1. ↑  Navnet er anført på bokmål og stammer fra Wikidata hvor navnet endnu ikke findes på dansk.